# Budova Riunione Adriatica di Sicurtà (Brno)
Budova Riunione Adriatica di Sicurtà je stavba architekta Karla Kotase z roku 1938 stojící na nádražním úseku brněnské okružní třídy, přímo před průčelím výpravní budovy hlavního nádraží. Je dílem vrcholného funkcionalismu v Brně a je chráněna jako kulturní památka.

## Historie
Velkorysá budova metropolitního měřítka a vyvážených proporčních vztahů byla architektem Karlem Kotasem, absolventem vídeňské Akademie výtvarných umění, navržena jako jeden z více úkolů pro pojišťovnu Riunione Adriatica di Sicurtà (RAS) v roce 1936. V daném úseku brněnské okružní třídy předtím stála čtyřposchoďová od neznámého autora v původním novorenesančním slohu brněnské okružní třídy. Po polovině 30. let společnost RAS původem z Terstu, která již předtím vytvořila své filiálky v Praze a v Liberci, pověřila architekta pravidelně pro ni pracujícího, aby pro ni vytvořil budovu i na klíčovém místě v Brně. Dolní patra budovy byla určena pro kanceláře, v horních patrech byly umístěny byty.
Po druhé světové válce byly v domě kanceláře Československých státních aerolinií nebo Dopravního podniku města Brna.
V letech 2021–2022 nechala městská část Brno-střed budovu zrekonstruovat, náklady dosáhly výše 89,3 milionu korun. Od roku 2022 zde sídlí Matriční úřad městské části Brno-střed, v dalších patrech je 48 bytů.

## Popis
Vchod budovy byl při výstavbě zvýrazněn obložením z černého mramoru. Na něj po obou stranách navazoval prosklený parter se vstupy do obchodních prostor, v prvním patře pak horizontální okenní pás úředních prostor. Vyšší patra představující hlavní korpus budovy byla pojata jako obytná. Na střešní terase byla budova završena ustoupeným protáhlým penthousem krytým markýzou.